# Napoléon en Mars désarmé et pacificateur
Napoléon en Mars désarmé et pacificateur est une statue du Vénitien Antonio Canova, conservée à Apsley House à Londres. Chef-d'œuvre de Canova, il est considéré comme l'un des nus masculins les plus parfaits de l'histoire de l'art. Le moulage en plâtre de ce chef-d'œuvre est conservé au Museo Canova. 
Canova achève la statue en 1806, mais, quand Napoléon la vit en avril 1811, il la refuse, au prétexte qu'elle est « trop athlétique ». En effet, à cette époque il désire donner l'image du législateur au travail plutôt que de l'Imperator héroïque et divinisé. 
Une copie se trouve à Milan, une autre dans les jardins du château de Miramare à Trieste. 

## Description
La statue est un nu héroïque colossal (3,45 m de haut au niveau de la main gauche) en marbre blanc représentant le dieu Mars sous les traits de l'empereur Napoléon Ier.
Napoléon est idéalisé, dans une nudité triomphante, tenant de sa main gauche un sceptre avec à son sommet un aigle, la Vittoria alata. Un manteau lui tombe du bras gauche en drapé et de sa main droite, il porte une Niké dominant un orbe. Son glaive en repos est suspendu à un tronc d'arbre.

## Histoire
La statue est réalisée par Antonio Canova entre 1802 et 1806, alors que le Premier Empire est à son apogée et que les images divines de Napoléon se multiplient.
À la demande de Napoléon, Canova se rend à Paris pour réaliser un buste, avant de rentrer à Rome pour réaliser le reste de la sculpture. Le physique du nu idéalisé s'appuie sur l'iconographie d'Auguste. Il a toujours été destiné à être exposé dans un vestibule intérieur plutôt qu'isolé sur une place ; certains[Qui ?] soutiennent que la statue était destinée à orner le centre de la cour du Palazzo del Senato (it) de Milan en s'appuyant sur les plans de l'architecte Luigi Canonica (it). François Cacault et Vivant Denon visitent Canova alors qu'il travaillait à la statue. Cacault écrit, en 1803, que la statue doit être « la plus parfaite de ce siècle »[réf. souhaitée], et Denon écrit en 1806 à Napoléon que la statue serait dans le musée Napoléon (aujourd'hui le Louvre) « parmi les empereurs, dans la niche où le Laocoon est, de telle manière qu'il serait le premier objet que l'on voit en entrant »[réf. souhaitée]. Canova achève la statue en 1806, mais, quand Napoléon la vit en avril 1811, il la refuse, au prétexte qu'elle est « trop athlétique »[réf. souhaitée]. En effet, à cette époque il désire donner l'image du législateur au travail plutôt que de l'Imperator héroïque et divinisé.

### Après Waterloo: le duc de Wellington
En 1814, la statue est dans la Salle des Hommes Illustres, cachée derrière une toile. C'est sans doute là que le duc de Wellington la voit pour la première fois. Après la défaite de Waterloo en 1815, Canova réclame le retour de ses sculptures pillées du musée Napoléon vers leurs collections originales, et, comme il est encore considéré comme le meilleur artiste vivant, les mécènes anglais réclament particulièrement ses œuvres. Les œuvres telles que l'Apollon du Belvédère sont restituées, et il est proposé à Canova de racheter le Napoléon en Mars désarmé et pacificateur. Finalement, le gouvernement britannique le rachète en 1816 pour 66 000 Francs, que le musée du Louvre utilise pour réaménager les antiquités. Le duc de Wellington collectionne les œuvres de Canova, et le prince régent George IV lui propose la statue plus tard dans l'année. Napoléon en Mars désarmé et pacificateur est installé au pied de l'escalier de Robert Adam dans sa résidence londonienne Apsley House, où il est toujours.

## Napoléon en Mars pacificateur de Milan
En 1811, une célèbre copie en bronze a été fondue par les frères romains Righetti. Depuis 1859, elle est dans la cour du Palazzo dell'Accademia e della Pinacoteca di Brera.